# Бурак, Андрей Матвеевич
Андрей Матвеевич Бурак (1911, Освеица, Витебская губерния — 7 октября 1943, Кагарлыкский район, Киевская область) — сержант Рабоче-крестьянской Красной Армии, участник Великой Отечественной войны, Герой Советского Союза (1943).

## Биография
Андрей Бурак родился в 1911 году в деревне Освеица (ныне — Верхнедвинский район Витебской области Белоруссии) в рабочей семье. Получил неполное среднее образование. С 1938 года проживал вместе с семьёй в Нижнем Тагиле Свердловской области, работал сначала на заводе имени Куйбышева, затем в Уральском леспромхозе.
14 июня 1941 года был призван на службу в Рабоче-крестьянскую Красную Армию Нижнетагильским районным военным комиссариатом Свердловской области. С начала Великой Отечественной войны — на её фронтах. К сентябрю 1943 года гвардии красноармеец Андрей Бурак был наводчиком пулемёта 3-го батальона 198-го гвардейского стрелкового полка 68-й гвардейской стрелковой дивизии 40-й армии Воронежского фронта. Отличился во время битвы за Днепр.
24 сентября 1943 года полк Бурака подошёл к Днепру в районе посёлка Ржищев Кагарлыкского района Киевской области Украинской ССР. Командование приняло решение послать группу бойцов для занятия плацдарма на его западном берегу. Ночью эта группа форсировала Днепр, но попала под шквальный огонь превосходящих сил противника. Тогда командование послало новую группу на помощь сражающимся на плацдарме. В эту группу вошёл и Бурак. Несмотря на массированный вражеский огонь, группа переправилась и закрепилась на плацдарме. Немецкие войска предприняли три попытки контратаковать, но все они провалились. Бурак находился в самом центре плацдарма. Огнём своего пулемёта он уничтожил около 100 вражеских солдат и офицеров, а также подбил танк. 7 октября 1943 года он погиб в бою. Похоронен на восточной окраине села Балыко-Щучинка того же района.
Указом Президиума Верховного Совета СССР от 13 ноября 1943 года за «образцовое выполнение боевых заданий командования на фронте борьбы с немецко-фашистскими захватчиками и проявленные при этом мужество и героизм» гвардии красноармеец Андрей Бурак посмертно был удостоен высокого звания Героя Советского Союза. Был также награждён орденом Ленина.